# Corcovado (comuna)
Corcovado fue una comuna chilena que integró el antiguo departamento de Palena, en la provincia de Chiloé. Existió entre 1959 y 1979.

## Historia
Fue creada en 1959, con base en el territorio perteneciente a la antigua comuna de Yelcho. Geográficamente, se localizó al este de la zona sur del golfo Corcovado, e incluyó sectores como la cuenca del río Tic-Toc, la rada Palena, el cerro Melimoyu y el grupo de islas Gala. Estuvo conformada por los distritos Corcovado y Tic-Toc, y tuvo como cabecera la pequeña localidad de Puerto Raúl Marín Balmaceda.
En 1975, en el marco del proceso de regionalización impulsado por la dictadura militar chilena, la comuna fue dividida entre la Región de Los Lagos y la Región de Aysén, quedando el sector de la cuenca del río Tic-Toc al norte del límite regional, y el resto de la comuna —desde la desembocadura del río Palena hasta la confluencia del canal Moraleda con el canal Jacaf— en el lado sur.
Finalmente, la comuna se suprimió en 1979 mediante el Decreto Ley 2868, y el territorio que la conformaba pasó a ser parte de las comunas de Chaitén y Cisnes.